# Kawasaki Ki-5
Il Kawasaki Ki-5 (川崎 キ5?, Kawasaki Ki-go) era un caccia monomotore monoplano ad ala di gabbiano rovesciata sviluppato dall'azienda giapponese Kawasaki Kōkūki Kogyo KK negli anni trenta e rimasto allo stadio di prototipo.
Primo caccia monoplano con ala a sbalzo di costruzione metallica realizzato in Giappone, venne progettato per equipaggiare i reparti da caccia della Dai-Nippon Teikoku Rikugun Kōkū Hombu, la componente aerea dell'esercito imperiale giapponese, ma venne scartato per la sua scarsa manovrabilità.

## Storia del progetto
Nei primi anni trenta l'esercito imperiale emise una specifica per la fornitura di un nuovo modello di caccia caratterizzato dalla configurazione alare monoplana in grado di raggiungere una velocità massima di almeno 380 km/h e di esprimere prestazioni equivalenti a quelle fornite dal britannico Hawker Fury o dallo statunitense Boeing P-26A, al fine di sostituire nei reparti di prima linea i Nakajima Type 91 e Kawasaki Type 92.
La Kawasaki Kōkūki Kogyo sviluppò un progetto innovativo per l'epoca, un velivolo di costruzione metallica realizzato attorno alle caratteristiche del motore Kawasaki Ha-9, un 12 cilindri a V raffreddato a liquido, con velatura monoplana caratterizzata da una configurazione ad ala di gabbiano rovesciata montata a sbalzo, soluzione tecnica atta a migliorare la visibilità del pilota ed a realizzare un carrello d'atterraggio più semplice e corto.
Il primo prototipo venne portato in volo per la prima volta nel febbraio 1934 ma i risultati delle prove risultarono insoddisfacenti, inferiori nelle prestazioni a quanto imposto dalle specifiche e gravato da una scarsa manovrabilità. Sottoposto alla valutazione delle autorità militari, venne giudicato insoddisfacente per cui venne avviato un programma atto a risolvere i problemi riscontrati. Vennero realizzati altri tre prototipi le cui modifiche però non portarono miglioramenti apprezzabili ed il programma venne cancellato per concentrarsi su un nuovo modello dall'impostazione più convenzionale, il caccia biplano ad alte prestazioni Ki-10.

## Tecnica
Il Ki-5 era un velivolo dall'aspetto e dalle soluzioni tecniche innovative per l'epoca, un monomotore monoplano con ala a sbalzo di costruzione interamente metallica.
La fusoliera incorporava l'unico abitacolo aperto protetto da un parabrezza. Posteriormente terminava in un impennaggio classico monoderiva
La configurazione alare era monoplana ad ala di gabbiano rovesciata.
Il carrello d'atterraggio era fisso, caratterizzato dalle corte gambe di forza ammortizzate e carenate, collegate al lato inferiore dell'ala in corrispondenza del vertice della "V", integrato posteriormente da un pattino d'appoggio anch'esso ammortizzato.
La propulsione era affidata ad un motore Kawasaki Ha-9-IIa, un motore 12 cilindri a V raffreddato a liquido in grado di erogare una potenza nominale pari a 850 hp (634 kW), posizionato all'apice anteriore della fusoliera su supporto tubolare metallico, racchiuso da un cofano metallico ed abbinato ad un'elica bipala.
L'armamento era costituito da due mitragliatrici Type 89 calibro 7,7 mm dotate di meccanismo di sincronizzazione per sparare attraverso il disco dell'elica.

## Utilizzatori
Giappone
- Dai-Nippon Teikoku Rikugun Kōkū Hombu

### Galleria d'immagini
- 川崎 キ５ 試作戦闘機 - Experimental Ki-5 Fighter (JPG), su Sunny Co. Ltd, http://www.hobbyshop-sunny.co.jp/, 2008. URL consultato il 12 luglio 2011.